# Miri (Star Trek)
Pour les articles homonymes, voir Miri (homonymie).
Miri est le huitième épisode de la première saison de la série télévisée Star Trek. Onzième épisode à avoir été produit, il fut diffusé pour la première fois le 27 octobre 1966 sur la chaîne NBC.
L'Enterprise découvre une planète en tout point similaire à la Terre. Celle-ci est entièrement peuplée d'enfants condamnés à contracter une maladie fatale à l'adolescence. L'intitulé de l'épisode, « Miri », correspond au prénom d'un des enfants, une jeune fille de 12 ans. Le fait que la planète soit similaire à la Terre n'est pas résolu dans l'épisode.
L'épisode évoque le danger des manipulations génétiques et l'immortalité au prix de la sexualité.

## Distribution

### Acteurs principaux
- William Shatner : James T. Kirk (VF : Yvon Thiboutot)
- Leonard Nimoy : Spock (VF : Régis Dubost)
- DeForest Kelley : Leonard McCoy
- Grace Lee Whitney : Janice Rand

### Acteurs secondaires
- Kim Darby : Miri
- Jim Goodwin : John Farrell
- David L. Ross : Galloway (premier garde de sécurité)
- John Arndt : Fields (deuxième garde de sécurité)
- Michael J. Pollard : Jahn
- David Ross : Premier garde
- Keith Taylor : l'ami de Jahn
- Ed McCready : la créature
- Kellie Flanagan : Fillette blonde
- Steven McEveety : Garçon roux
- John Megna : Petit garçon

## Résumé
En répondant à des signaux de détresse, l'Enterprise découvre une planète qui est une copie exacte de la Terre. Téléportés sur la planète, le capitaine Kirk, Spock, McCoy, Janice Rand et deux hommes de sécurité découvrent une architecture identique à celle de la Terre, dans les années 1960. Mais il y a des débris dans les rues et l'évidence que la décadence a été continue pendant au moins plusieurs siècles.
Soudain McCoy est attaqué par un homme malade, un homme terriblement défiguré, aliéné et violent. Avant que Kirk puisse obtenir une information utile, cet homme meurt. Il semble avoir vieilli en quelques minutes seulement. Des bruits se font entendre depuis l'un des bâtiments abandonnés, où ils découvrent une jeune fille terrifiée : Miri.
Parlant à Miri, Kirk apprend comment les adultes (les Grups) sont devenus malades et aliénés, brûlant et tuant, et les enfants (les Onlies) ont dû se cacher d'eux jusqu'à ce qu'ils soient tous morts. McCoy se rend compte qu'une sorte de peste a frappé ce monde, et a tué la majeure partie de la population. Soudain, sur la main de Kirk, Miri remarque une marque : Kirk a la maladie qui a tué les Grups. Bientôt, chacun l'a, excepté Spock.
McCoy commence à chercher un remède. Spock et Kirk découvrent l'existence d'un projet remontant à trois cents ans, ayant pour but de prolonger la vie. Mais une erreur de calcul a tué les adultes, laissant seulement les enfants. Leur développement a été ralenti cependant, les laissant survivre par leurs propres moyens pendant les trois cents dernières années. Cependant, une fois qu'ils atteignent la puberté, ils succombent à la maladie. Spock conjecture que dans une semaine, tous les membres de l'équipe de l'Enterprise succomberont ; plus tôt que cela, ils deviendront fous. Les communicateurs  sont volés par les enfants.
Par accident, McCoy découvre l'organisme responsable, et réussit à isoler une substance qui pourrait être le vaccin. Mais sans communicateur, pas d'ordinateur, et sans ordinateur il est impossible d'en être certain – ou de connaître le dosage.
Kirk persuade Miri de l'aider, d'autant plus que celle-ci, sortant de l'enfance, commence à porter les traces de la maladie. Revenant avec les communicateurs, Kirk trouve Spock et un homme de sécurité aux côtés de McCoy. Le docteur, dans un mouvement de désespoir, s'est injecté le vaccin. Il est sans connaissance, peut-être mourant. Soudain les traces de la maladie commencent à disparaître. Le vaccin est un succès.
L'équipe remonte dans l'Enterprise, laissant une équipe médicale responsable des enfants, qui recevront bientôt les soins et l'éducation dont ils auront besoin.

## Autour de l'épisode
- C'est la première apparition de l'ordinateur portable médical (« biocomp ») de McCoy, qu'il utilisera plus tard dans l'épisode de la saison 2 Nous, le peuple (The Omega Glory).
- C'est la dernière apparition du lieutenant John Farrell, l'agent des communications joué par Jim Goodwin. Il était apparu en tant que personnage de second plan dans les épisodes Trois Femmes dans un vaisseau et L'Imposteur.
- Ni Scotty, ni Hikaru Sulu et ni Nyota Uhura n'apparaissent dans cet épisode.

## Production
Cet épisode est le premier à ne pas être co-produit par Gene L. Coon, s'ajoutant à Gene Roddenberry.

### Écriture
Le scénariste Adrian Spies fut engagé le 11 mars 1966 afin d'écrire le scénario de l'épisode. Celui-ci développait bien plus la relation entre Kirk et Janice Rand. Il fut finalisé le 12 août 1966. L'épisode fut alors intensément réécrit dix jours avant l'épisode : si la trame reste la même, 80% des dialogues en été changés : À l'origine on devait apprendre que Janice a 24 ans et qu'elle souhaite quitter l'Enterprise. Le personnage du "petit gros" était beaucoup plus accentué dans la première version. Ni le scénario original ni sa réécriture ne résolve le mystère initial de la planète où se trouve Miri.

### Casting
- L'actrice Kim Darby qui joue le rôle de Miri avait environ dix-neuf ans lorsqu'elle plus a joué le rôle de Miri, alors âgée de 13 ans selon le script. Afin de cacher cela, elle portait des vêtements amples.
- Les filles de William Shatner ont des petits rôles dans cet épisode, de même que la fille de Gene Roddenberry, et les fils jumeaux de Grace Lee Whitney. D'autres membres des Onlies étaient les enfants de l'équipe du studio. On trouve aussi Phil Morris et Iona Morris les enfants de l'acteur de la série Mission Impossible Greg Morris dont les plateaux se trouvaient dans les mêmes bâtiments que ceux de Star Trek. Leonard Nimoy refusa de faire jouer ses enfants, souhaitant séparer sa vie familiale de sa vie de comédien.
- John Arndt avait déjà joué le rôle de Sturgeon dans l'épisode Ils étaient des millions et revient jouer les équipiers dans les épisodes Les Voleurs d'esprit Zone de terreur et Les Derniers Tyrans. Dans Zone de terreur son personnage acquiert le nom de Fields.

### Tournage
Le tournage eu lieu du 22 au 30 août 1966 au studio de la compagnie Desilu Productions sur Gower Street à Hollywood sous la direction de Vincent McEveety celui-ci venait de terminer le tournage de Les Voleurs d'esprit avec deux jours d'avance. Celui-ci étant tombé lors d'un accident domestique entre les deux tournages, réalisa l'épisode tout en étant sur un fauteuil roulant.
Les décors extérieurs utilisés par l'épisode, avaient été ceux de la série The Andy Griffith Show arrêtée un an auparavant. Il s'agit de rues simulant le XIXe siècle, se trouvant dans le studio Forty Acres à Culver City. Les traces de la maladie furent créées par le maquilleur de la série Fred Phillips grâce à un procédé assez simple.
Dans son autobiographie, The Longest Trek: My Tour of the Galaxy l'actrice Grace Lee Whitney affirme que c'est durant ce tournage, le vendredi 26 août 1966, après une soirée organisée par la production, qu'elle aurait été agressée sexuellement par un cadre exécutif de la série, qu'elle s'est toujours refusée à nommer. Elle fut renvoyée peu de temps après, entamant une période de dépression.

### Post-production
Le signal de détresse fut en réalité repris d'un épisode de la série télévisée Au-delà du réel nommé L'Homme qui n'est jamais né et diffusé en 1963[réf. nécessaire].

## Diffusions

### Diffusion aux États-Unis
L'épisode fut retransmis à la télévision pour la première fois le 27 octobre 1966 sur la chaîne américaine NBC en tant que huitième épisode de la première saison.

### Diffusion au Royaume Uni et au Québec
L'épisode fut diffusé au Royaume Uni le 2 décembre 1970 sur BBC One.
En version francophone, l'épisode fut diffusé au Québec en 1971.

### Diffusion en France
En France, l'épisode est diffusé le 28 août 1986 lors de la rediffusion de l'intégrale de Star Trek sur La Cinq.

## Réception critique
L'épisode déplut fortement lors de sa diffusion au Royaume Uni, certains spectateurs se plaignant de sa violence et de son côté glauque. La BBC décidera de ne plus le rediffuser jusqu'aux années 1990.
Dans un classement pour le site Hollywood.com Christian Blauvelt place cet épisode à la 70e position sur les 79 épisodes de la série originelle et trouve que si Roddenberry aime les enfants, il est incapable de les faire jouer correctement devant une caméra. Pour le siteThe A.V. Club Zack Handlen donne à l'épisode la note de A- trouvant qu'utiliser des enfants en tant qu'antagoniste principaux était une idée intelligente. Il trouve que le sentiment de menace est maintenue tout le long de l'épisode.
L'épisode a été parodié dans la série South Park avec l'épisode Le Mot en « M ». Beaucoup de fans de la série s'interrogent sur le fait que la planète soit similaire à la Terre, un mystère placé au début de l'épisode mais jamais résolu par la suite.

## Novélisations
L'épisode fut novélisé sous forme d'une nouvelle de 27 pages par l'auteur James Blish dans le livre Star Trek un recueil compilant différentes histoires de la série et sortit en janvier 1967 aux éditions Bantham Books. En France, cette novélisation fut publiée en 1991 aux éditions Claude Lefrancq Éditeur sous le nom "Miri" dans le recueil Star Trek 1 : La dernière créature traduit par Paul Couturiau.
James Blish donne interprétation alternative concernant la planète dans laquelle se déroule les événements. Celle-ci n'est plus similaire à la Terre et fut la première planète à l'extérieur du système solaire de la Terre à être colonisée. Ces colons étaient les isolationnistes qui ont violemment repoussé la première tentative d'entrer en contact avec eux par une expédition postérieure de la Terre et les années suivantes d'exploration spatiale l'ont ignorée.
L'épisode inspirera deux suites sous forme de livres : The Cry of the Onlies de Judy Klass qui se déroule après les événements de l'épisode et Forgotten History de Christopher L. Bennett dans lequel il explique que la planète de Miri est une version parallèle de la Terre qui s'est retrouvée par accident dans notre dimension.

## Éditions commerciales
Aux États-Unis, l'épisode est disponible sous différents formats. En 1985, l'épisode est sorti en VHS et Betamax. L'épisode sortit en version remastérisée sous format DVD en 1999 et 2004. Il connut une remasterisation sortie le 23 juin 2007 : L'Entreprise fut modélisé à nouveau ainsi que les plans de la planète jumelle à la Terre. L'édition Blu-ray de la série fut diffusée en avril 2009.
En France, l'épisode fut disponible avec l'édition VHS de l'intégrale de la saison 1, sortie le 13 janvier 2000. L'édition DVD est sortie le 30 août 2004 et l'édition Blu-ray le 29 avril 2009.